# Liste de saints corniques
Voici une liste de saints bretons corniques.

Drapeau de Saint Piran, en usage comme drapeau de Cornouailles

 Pour l'information additionnelle voir les œuvres du chanoine Doble (1880-1945) et le livre de Nicholas Orme, The Saints of Cornwall (2000).

## Liste de plusieurs saints corniques plus connus
| - Saint Austell - Saint Blaise - Sainte Breaca - Saint Brioc - Saint Budoc - Sainte Buriana - Saint Carantoc - Saint Constantine | - Saint Cuby - Saint Erc - Saint Felec - Saint Gerren - Sainte Ia - Saint Just - Sainte Keyne - Saint Levan | - Saint Mabena - Sainte Materiana - Saint Melor - Saint Meriasek - Saint Morwenna - Saint Nectan - Saint Padarn (parfois assimilé à saint Patern de Vannes) - Saint Pétroc | - Saint Piran - Saint Ronan - Saint Rumonus - Saint Sennen - Saint Tallanus - Sainte Wenna - Saint Winwaloe - Saint Winoc, ou Winoc |